# Roland Hermansson
Sven Roland Hermansson, född 31 oktober 1930 i Oscar Fredriks församling, Göteborg, död 13 januari 2010 i Härlanda församling, Göteborg, var en svensk fotbollsspelare som spelade en säsong för Gais i division II 1955/1956, där han gjorde 11 mål på 14 matcher.
Hermansson värvades våren 1955 från dåvarande division III-klubben BK Häcken till då allsvenska Gais. Han blev dock inte spelklar för Gais förrän till hösten 1955, då klubben hade trillat ner i division II. Samtidigt hade Häcken, med Hermansson som en starkt bidragande orsak, gått upp i division II; Hermansson gjorde tre mål i en direkt avgörande match mot IK Oddevold, som slutade 3–1 och ledde till att Häcken gick upp på Oddevolds bekostnad, inför en rekordpublik för division III på 18 229 åskådare. Hermansson kom således att med sin nya klubb hamna i samma serie som klubben han lämnat. Han spelade bara denna enda säsong i Gais, men gjorde en viktig insats med sina 11 mål på 14 matcher när Gais åter gick upp i allsvenskan efter att ha vunnit serien och segrat i det allsvenska kvalet mot Lycksele IF.
Roland Hermansson är begravd på Kvibergs kyrkogård i Göteborg.